# Molosmes
Molosmes ist eine französische Gemeinde mit 160 Einwohnern (Stand 1. Januar 2022) im Département Yonne in der Region Bourgogne-Franche-Comté (vor 2016 Bourgogne) im Osten Frankreichs. Die Gemeinde gehört zum Arrondissement Avallon und zum Kanton Tonnerrois (bis 2015 Tonnerre). Die Einwohner werden Molosmiers genannt.

## Geografie
Molosmes liegt etwa 40 Kilometer ostnordöstlich von Auxerre. Umgeben wird Molosmes von den Nachbargemeinden Lignières im Norden und Nordwesten, Coussegrey im Norden, Mélisey im Osten und Nordosten, Saint-Martin-sur-Armançon im Osten und Südosten, Tonnerre im Süden und Südwesten, Épineuil und Dannemoine im Westen sowie Cheney im Nordwesten.
Die Gemeinde liegt im Weinbaugebiet Bourgogne.

## Bevölkerungsentwicklung
| Jahr                      | 1962 | 1968 | 1975 | 1982 | 1990 | 1999 | 2006 | 2013 |
| ------------------------- | ---- | ---- | ---- | ---- | ---- | ---- | ---- | ---- |
| Einwohner                 | 195  | 222  | 181  | 177  | 171  | 200  | 226  | 184  |
| Quelle: Cassini und INSEE |      |      |      |      |      |      |      |      |

## Sehenswürdigkeiten
- Kirche Saint-Marcel aus dem 15. Jahrhundert, Monument historique seit 1965
- Kloster Notre-Dame, Benediktinerabtei